# 득포
득포 시사(베트남어: Thị xã Đức Phổ / 市社德普)는 베트남 꽝응아이성의 티싸(시사)이다. 2020년 1월 10일을 기해 득포현에서 득포 시사로 개편되었다.

## 행정 구역
득포 시사에는 8개 방(坊)과 7개 사(社)가 있다.

### 방
- 응우옌응히엠 (Nguyễn Nghiêm / 阮嚴)
- 포호아 (Phổ Hòa / 普和)
- 포민 (Phổ Minh / 普明)
- 포닌 (Phổ Ninh / 普寧)
- 포꽝 (Phổ Quang / 普光)
- 포타인 (Phổ Thạnh / 普盛)
- 포반 (Phổ Văn / 普文)
- 포빈 (Phổ Vinh / 普榮)

### 사
- 포안 (Phổ An / 普安)
- 포쩌우 (Phổ Châu / 普洲)
- 포끄엉 (Phổ Cường / 普強)
- 포카인 (Phổ Khánh / 普慶)
- 포년 (Phổ Nhơn / 普仁)
- 포퐁 (Phổ Phong / 普豐)
- 포투언 (Phổ Thuận / 普順)